# سالواتوره باکارو
سالواتوره باکارو (انگلیسی: Salvatore Baccaro؛ ‏ ۶ مهٔ ۱۹۳۲ – ۱۳ مارس ۱۹۸۴) بازیگر اهل ایتالیا بود.
سالواتوره داری چهره‌ای متمایز بود که ناشی از عارضهٔ آکرومگالی بود. او مابین سال‌های ۱۹۷۰ تا ۱۹۸۴ میلادی در بیش از ۶۰ فیلم بازی کرد و سرانجام در سال ۱۹۸۴ به‌دنبال یک جراحی تیروئید درگذشت.
از فیلم‌هایی که وی در آن نقش داشته‌است، می‌توان به دختران اس‌اس، هیولای پُرشهوت، چه زیباست برناردا، سراپا شبدیز، سراپا پرحرارت، دخترمدرسه‌ای، پیرنو دوباره می‌تازد، پیرینو در مقابل همه، شب‌های گناه‌آلود پیترو آرتینو، سالن کیتی، مردی از شرق، حتی فرشتگان هم لوبیا می‌خورند، قرمز تیره، آرنا، چارلستون، امانوئل در آمریکا، شنبه، یکشنبه و جمعه، دختر دبیرستانی، شیطان و آب مقدس و سکس با لبخند اشاره کرد.